# Prostitution au Guyana
La prostitution au Guyana est illégale mais répandue. La loi sur la prostitution est désuète et date de l'époque coloniale. L'application de la loi est incohérente et les professionnel(le)s du sexe signalent des violences et des abus de la part de la police. Beaucoup se tournent vers la prostitution pour des raisons économiques et faute d'autres possibilités d'emploi. La prostitution continue de recevoir une plus grande attention du public en raison de la forte incidence du VIH / sida parmi les prostituées. La prostitution dans le pays est divisée en trois types: «uptown», desservant des clients aisés, «centre-ville», et celle desservant les classes populaires et les sites miniers. L'ONUSIDA estime qu'il y a 6 000 prostituées dans le pays.
Les prostituées louent souvent des chambres dans des hôtels et attirent les clients dans le bar de l'hôtel ou à l'extérieur de l'hôtel. Les danseurs des établissements de lap dance et de strip-tease proposent parfois des services sexuels en marge.
Dans la capitale, Georgetown, des prostituées visitent parfois des cargos amarrés, avec la permission du capitaine, pour vendre leurs services aux équipages.

## Situation juridique
La prostitution n'est pas spécifiquement interdite par la loi guyanienne, mais la "nuisance publique" à l'article 356 de la loi pénale (infractions) de 1893 est interprétée comme incluant la prostitution. L’article 357 interdit la tenue ou la gestion d’une «maison de débauche» (lupanar).
La loi de 2005 sur la lutte contre la traite des personnes interdit toutes les formes de traite et prévoit des peines suffisamment sévères allant de trois ans à la réclusion à perpétuité.

### Appelle à la décriminalisation
En 2014, l'organisation des travailleurs du sexe « Guyana Sex Worker Coalition » et plusieurs ONG ont appelé à la légalisation de la prostitution et à la régularisation du travail du sexe. Le but était de mettre fin à la discrimination et aux abus envers les professionnel(le)s du sexe et de leur donner un accès complet aux services de santé. Les ONG comprenaient Youth Challenge Guyana et la Society Against Sexual Orientation Discrimination.

## Exploitation minière
Il existe une industrie aurifère à l'intérieur du Guyana. Des femmes, souvent des villages noirs-marrons et amérindiens, viennent dans la région pour répondre aux besoins sexuels des mineurs d'or. Les femmes travaillent dans des kiamoos, structures temporaires en bois, en zinc ou en bâche, qui consistent en une série de pièces, juste assez grandes pour un lit, où les femmes vivent et divertissent les clients.
Il existe également des mines de bauxite et de diamant dans le pays qui attirent également les prostituées. Cependant, le ralentissement de l'industrie de la bauxite au début des années 2000, et se traduisant par une diminution de l'emploi et du pouvoir d'achat des hommes, a conduit à une forte baisse du nombre de travailleurs du sexe autour de ces mines.
Il existe des preuves de la traite de femmes visant à les faire travailler comme prostituées dans les mines.

## VIH
Le VIH est un problème dans le pays, mais grâce aux efforts du gouvernement guyanien et des organisations internationales, la situation est contrôlée. L'épidémie a culminé vers 2006, et en 2016, on estimait que 1,6% de la population adulte était touchée. Entre autres mesures, dont l'éducation sur le VIH, un programme de distribution de préservatifs a été lancé. Les travailleurs du sexe sont un groupe à haut risque. L'incidence du VIH parmi les professionnel(le)s du sexe a diminué au fil des ans: 47 % en 1997, 27 % en 2004, 16 % en 2010 et 6,1 % en 2016.

## Trafic sexuel
Le Guyana est un pays d'origine et de destination pour les hommes, les femmes et les enfants victimes de trafic sexuel. Des femmes et des enfants du Guyana, du Brésil, de la République dominicaine, du Suriname et du Venezuela sont victimes de trafic sexuel dans les communautés minières des zones intérieures et urbaines. Alors que le trafic sexuel se produit dans les communautés minières de l'intérieur, la présence limitée du gouvernement à l'intérieur du pays rend l'étendue réelle du trafic inconnue. Les enfants sont particulièrement vulnérables au trafic sexuel. Les ressortissants guyaniens sont victimes de trafic sexuel en Jamaïque, au Suriname et dans d'autres pays des Caraïbes. Certains policiers sont complices de crimes de traite et la corruption entrave les efforts de lutte contre la traite.
En 2017, le Bureau de surveillance et de lutte contre la traite des personnes du département d'État des États-Unis a fait passer le Guyana d'un pays de niveau 2 à un pays de niveau 1 à la suite des efforts accrus des gouvernements guyaniens pour lutter contre la traite des êtres humains,.